# 鄭國江
鄭國江（英語：Cheng Kok Kong，1941年3月18日—），香港填詞人、小學教師，人稱鄭Sir、鄭老師，曾用筆名包括鄭一川、江上風、江羽、國雄。他在香港作曲家及作詞家協會所紀錄的作品已逾2000首，與黃霑、盧國沾並列為香港粵語流行樂壇早期的三大填詞人。出生日期與黃霑一樣是1941年3月18日。

## 背景

### 早年
1941年，鄭國江在香港出生，為家中獨子，祖籍廣東省中山市，十歲時喪父。他小時候是個不用心聽書的佻皮學生，上課時自己畫畫。雖然自小喜歡美術，但要到小學三年級，他才可以正式接觸藝術。而其中文的語文基礎是建基於他中文科小學老師的教導，又因為受一位小學音樂老師金潔貞創作的歌曲影響，他開始對音樂產生興趣。鄭國江在1953年畢業於灣仔知行中學（小學部；與前立法局議員林鉅津為同屆同學），後來就讀香港航海學校及香港德明中學灣仔分校（1964年畢業，英文書院部）。他在中學會考公開試中取得兩科C級成績（分別是中文科及物理科），卻由於其成績不符合當時香港理工學院等教育機構的收生要求，他只能夠報讀一年制的師範學院。結果成功獲葛量洪教育學院（前教育學院、今香港教育大學的前身）取錄，就讀期間修讀美術科，而且曾取得学业獎。1968年於葛量洪教育學院完成深造課程。
鄭國江之後到新蒲崗天主教小學下午校（現稱天主教伍華小學）當創校教師，於1965年至1996初年退休前一直在學校任教英文（當年只有出身於英文中學的老師才能教授英文科。而他畢業於中文中學德明中學的英文部，具有資格教英文。）及美術。其任教學生尚包括陳光榮、強尼、王維德、趙文海、夏妙然、黃宗澤、劉家聰等等。任教初時，他曾被官立小學邀請面試。但礙於葛量洪師範教師出身的形象，他不可以在簽約天主教伍華小學後轉簽官立小學合約，不然會予人不尊重合約精神和教師道德的觀感，自此鄭國江沒有離開過伍華小學。他由當教師至退休時都沒有升做主任、副校長或更高的職級，原因出於他自覺不適合處理行政工作而只想選擇當一位不被校方辭退的教師。他後來一邊教書，一邊就讀香港浸會書院傳理系。完成3年制課程後，他向鍾景輝叩門，並獲得機會主持節目《康樂家庭》有關美術的環節。
1996年，55歲的鄭國江選擇提早退休。退休後專注以填詞為主。

### 入行經歷
他入行為業餘填詞人時，由於粵語流行曲地位仍不高，他不想太多人知道，所以總是用筆名，如：鄭一川、江上風、江羽等。早年他為無綫電視《歡樂今宵》節目中的話劇歌曲填詞，進而認識了李香琴、譚炳文等藝員歌手，李香琴後來將他介紹給麗風唱片，第一首收錄於唱片的流行曲作品是劉鳳屏的《一串淚珠》，此時他使用筆名鄭一川，而首次開始使用真名鄭國江是為香港電台兒童劇集《小時候》歌曲填詞之時。
在1980年代，鄭國江的填詞作品大受歡迎，並多次入選十大中文金曲。1990年代淡出填詞工作。1992年，香港電台為表揚鄭國江對香港樂壇的貢獻，把金針獎頒贈給他。2014年及2016年，先後由香港教育學院（今香港教育大學）及香港浸會大學授予他榮譽院士銜及榮譽大學院士之銜。讚辭說：「有感於鄭先生對教育的貢獻，以及其曲詞藝術的造詣，並在香港樂壇獲得如此驕人的成就......頒授榮譽院士銜予鄭國江先生。」
除了流行曲，因為當時身兼兒童節目策劃和教職，他亦有為兒歌填詞。處女作是《齊齊望過去》，原曲即許冠傑《有酒今朝醉》。由2008年開始，他多為粵曲填詞，目的旨在讓兒童認識粵劇。另外，又成立香港粵劇藝坊協助培訓學生。

### 近年發展
2014年，擔任香港電台電視節目《我們都是這樣唱大的》第三集的嘉賓，也是首位非歌手嘉賓。2016年，鄭國江為紀念入行45周年，於10月27日至30日假伊利沙伯体育館舉行4場《鄭國江45周年名曲 巨星演唱會2016》。此外，同年9月他亦獲香港浸會大學頒發榮譽院士。

## 作品

### 填詞作品
鄭國江有許多知名香港粵語流行曲填詞作品，其中以由林子祥主唱的歌曲數量最多，達80多首。 鄭國江流行曲填詞作品包括：
- 徐小鳳：《風雨同路》、《喜氣洋洋》、《夜風中》、《漫漫前路》、《無奈》、《隨想曲》、《情比雨絲》、《流下眼淚前》、《每一步》
- 羅文：《浪子一招》、《圓月彎刀》（與汪明荃合唱）、《好歌獻給您》、《紅棉》
- 汪明荃：《圓月彎刀》（與羅文合唱）、《熱咖啡》
- 鄧麗君：《漫步人生路》
- 鄭少秋：《一劍鎮神州》、《無敵是最寂寞》、《誓不低頭》
- 許冠傑：《人生的道路》、《共妳常為伴》、《泡影》
- 薰妮：《故鄉的雨》
- 甄妮：《東方之珠》、《最後的玫瑰》
- 關正傑：《星》、《醉紅塵》、《一點燭光》、《詠梅》、《恨綿綿》、《東方之珠》
- 葉麗儀：《女黑俠木蘭花》
- 葉振棠：《戲班小子》、《難為正邪定分界》（與麥志誠合唱）、《人生長跑》
- 關菊英：《知己同心》、《永恆的琥珀》、《牧羊姑娘》、《他在關心我》
- 林子祥：《我要走天涯》、《成吉思汗》、《世運在莫斯科》、《古都羅馬》、《摩登土佬》、《阿里巴巴》、《分分鐘需要你》、《一個人》、《在水中央》、《海市蜃樓》、《幾段情歌》、《莫再悲》、《誰能明白我》、《真的漢子》、《衝上雲霄》
- 譚詠麟：《小風波》、《誰可改變》、《愛在陽光空氣中》
- 陳百強：《眼淚為你流》、《漣漪》、《幾分鐘的約會》、《喝采》、《等》、《偏偏喜歡你》、《今宵多珍重》、《畫出彩虹》、《粉紅色的一生》
- 張國榮：《儂本多情》、《風繼續吹》、《別話》、《月正亮》
- 梅艷芳：《赤的疑惑》、《IQ博士》、《似水流年》、《孤身走我路》
- 陳慧嫻: 「歸來吧」
- 蔡國權：《不裝飾妳的夢》
- 彭健新：《借來的美夢》、《二等良民》
- 翁倩玉：《信》
- 露雲娜：《千年女王》、《傳說》
- 盧業瑂：《為甚麼》、《坭路上》
- 林志美：《感情的段落》、《你的眼神》、《甚麼是緣份》、《初戀》、《偶遇》
- 區瑞強：《陌上歸人》、《雲外千峰》、《相識在童年》、《那天再重聚》
- 泰迪羅賓：《點指兵兵》（與泰迪羅賓合填）
- 夏韶聲：《童年時》、《交叉點》
- 葉德嫻：《幸運是我》
- 麥潔文：《萊茵河之恋》
- 王傑：《故事的角色》
- 許志安：《無聲的歌》、《純純的妳》、《荒謬的愛情》、《夢魂牽》、《情盡已完》

鄭國江兒歌填詞作品則包括：
- 黃大仙兒童合唱團：《香蕉船》（香港電台兒童節目《香蕉船》主題曲）
- 路家敏（原唱）／黃大仙兒童合唱團（第二版）：《小時候》主題曲（香港電台兒童節目《小時候》主題曲）
- 小太陽兒童合唱團（原唱）：《叮噹》／《多啦A夢》（日本動畫片集《叮噹》／《多啦A夢》粵語版主題曲）
- 胡渭康：《電子神童》（日本動畫片集《電子神童》粵語版主題曲）
- 梅艷芳：《一股歪風》（日本動畫片集《電子神童》粵語版插曲）
- 露雲娜：《千年女王》（日本動畫片集《千年女王》粵語版主題曲）
- 露雲娜：《傳說》（日本動畫片集《千年女王》粵語版插曲）
- 梅艷芳：《IQ博士》（日本動畫片集《IQ博士》粵語版主題曲）
- 華星兒童合唱團：《忍者》（日本動畫片集《忍者小靈精》粵語版主題曲）
- 陳松伶：《烏卒卒》（無綫電視兒童節目《閃電傳真機》中《烏卒卒》環節主題曲）

更多作品可在#外部連結参阅其Discogs页面。

#### 主要填詞作品列表
- 《一串淚珠》－ 唱：劉鳳屏／曲：佚名／編：佚名 (1974)
- 《春雨》－ 唱：劉鳳屏／曲：古月／編：佚名 (1974)
- 《小時候》－ 唱：路家敏 曲／編：顧嘉煇 ／香港電台電視劇集《小時候》主題曲 (1977)
- 《电視人》 － 唱：鍾玲玲／曲：黎小田／麗的電視電視劇《電視人》主題曲 (1977)
- 《一劍鎮神州》－ 主唱：鄭少秋／曲、編：顧嘉煇／無綫電視劇《一劍鎮神州》主題曲 (1978)
- 《無敵是最寂寞》 － 主唱：鄭少秋／曲、編：顧嘉煇／無綫電視劇《一劍鎮神州》插曲 (1978)
- 《風雨同路》 － 唱：徐小鳳／曲：筒美京平／專輯：風雨同路 (1978)
- 《喜氣洋洋》 － 唱：徐小鳳／曲：五輪真弓／專輯：夜風中 (1979)
- 《夜風中》 － 唱：徐小鳳／曲：五輪真弓／專輯：夜風中 (1979)
- 《小太陽》 － 唱：路家敏／曲、編：顧嘉煇 (1979)
- 《道理真巧妙》 － 唱：路家敏 曲：改編自Polly Wolly Doodle (1979)
- 《點指兵兵》 － 唱：泰迪羅賓／曲：泰迪羅賓／詞：泰迪羅賓、鄭國江／1979年香港電影《點指兵兵》主題曲 (1979)
- 《故鄉的雨》 － 唱：薰妮／曲：遠藤實 (1979)
- 《浪子一招》－ 唱：羅文／曲：顧嘉煇／電影《浪子一招》主題曲 (1978)
- 《圓月彎刀》－ 合唱：羅文、汪明荃／曲、編：顧嘉煇／1979年電影《圓月彎刀》主題曲 (1979)
- 《好歌獻給您》 － 唱：羅文／曲：馬飼野康二／專輯：好歌獻給您 (1979)
- 《紅棉》 － 唱：羅文／曲：鍾肇峰 (1981)
- 《亂世兒女》－（1980年電視劇《亂世兒女》主題曲，唱：仙杜拉；曲、編：顧嘉煇）
- 《此恨到何年》－（唱：仙杜拉；曲、編：顧嘉煇）
- 《歸帆》－（1980年電視劇《千王之王》插曲；唱：汪明荃；曲、編：顧嘉煇）
- 《為甚麼》 － 唱：盧業瑂／曲：五輪真弓／編：鮑比達 (1980)
- 《無奈》 － 唱：徐小鳳／曲：小川ロン／專輯：新曲與精選 (1981)
- 《叮噹》 － 唱：小太陽兒童合唱團／曲：菊池俊輔／無綫卡通片《叮噹》主題曲 (1982)
- 《畫叮噹》 － 唱：小太陽兒童合唱團／曲：菊池俊輔／無綫卡通片《叮噹》插曲（叮噹繪畫歌） (1982)
- 《坭路上》 － 唱：盧業瑂／曲：盧冠廷 (1982)
- 《千年女王》－唱：露雲娜／曲：宇崎竜童／無綫卡通片《千年女王》主題曲 (1982)
- 《傳說》 － 唱：露雲娜／曲：宇崎竜童／無綫卡通片《千年女王》插曲 (1982)
- 《IQ博士》 － 唱：梅艷芳／曲：菊池俊輔 / 無綫卡通片《IQ博士》主題曲 (1983)
- 《忍者》 － 唱：華星兒童合唱團／曲：菊池俊輔 / 編：顧嘉煇 / 監：黎小田 / 無綫卡通片《忍者小靈精》主題曲 (1983)
- 《星》 － 唱：關正傑／曲：谷村新司 (1980)
- 《醉紅塵》 － 唱：關正傑／曲、編：顧嘉煇／電視劇《英雄出少年》插曲 (1981)
- 《在那遙遠的地方》 － 唱：關正傑／曲:王洛賓／編：盧東尼／專輯：英雄出少年
- 《女黑俠木蘭花》 － 唱：葉麗儀 / 曲、編：顧嘉煇／電視劇《女黑俠木蘭花》主題曲 (1981)
- 《熱咖啡》 － 唱：汪明荃 / 曲：紀利男／編：奧金寶 (1981)
- 《陌上歸人》 － 唱：區瑞強 / 曲：馮添枝 (1979)
- 《雲外千峰》 － 唱：區瑞強 / 曲：馮添枝 (1980)
- 《相識在童年》 － 唱：區瑞強 / 曲、編：顧嘉煇
- 《那天再重聚》 － 唱：區瑞強 / 曲、編：顧嘉煇
- 《二等良民》 － 唱：彭健新 / 曲：歷風 / 1981年香港電影《二等良民》主題曲 (1980)
- 《借來的美夢》 － 唱：彭健新 / 曲：彭健新 (1981)
- 《東方之珠》 － 唱： 甄妮／曲：顧嘉煇／電視劇《前路》主題曲 (1981)
- 《戲班小子》 － 唱：葉振棠 / 曲：顧嘉煇 / 專輯：再等待 (1982)
- 《難為正邪定分界》 － 唱：葉振棠、麥志誠 / 曲：顧嘉煇／專輯：再等待／電視劇《飛越十八層》主題曲 (1982)
- 《隨想曲》 － 唱：徐小鳳／曲、編：顧嘉煇)（1982）
- 《詠梅》 － 唱：關正傑、曲：關正傑 (1982)
- 《風繼續吹》 － 唱：張國榮／曲：宇崎竜童／專輯：風繼續吹 (1983)
- 《漫步人生路》 － 唱：鄧麗君／曲：中島みゆき／專輯：漫步人生路 (1983)
- 《赤的疑惑》 － 唱：梅艷芳／曲：都倉俊一／編、監：黎小田（TVB配音日劇《赤的疑惑》主題曲）(1983)
- 《赤的衝擊》 － 唱：梅艷芳／曲：佐瀨壽一／編、監：黎小田（TVB配音日劇《赤的衝擊》主題曲）(1983)
- 《似水流年》 － 唱：梅艷芳／曲：喜多郎／1984年電影《似水流年》主題曲／專輯：華星影視新節奏(第一輯) (1984)
- 《信》- 唱：翁倩玉／曲、編：林敏怡 (1984)
- 《情比雨絲》 － 唱：徐小鳳／曲：顧嘉煇／專輯：徐小鳳全新歌集2 (1984)
- 《不裝飾你的夢》 － 唱：蔡國權／曲：蔡國權／專輯：風中暖流 (1985)
- 《孤身走我路》－ 唱：梅艷芳／曲：谷村新司／編：奧金寶／監：黎小田 (1986)
- 《每一步》 － 唱：徐小鳳／曲：山木康世、編：奧金寶／專輯：每一步 (1986)
- 《流下眼淚前》 － 唱：徐小鳳／曲：Keith/Peters、編：盧東尼／專輯：依然 (1987)
- 《季節》 －唱：羅嘉良／曲、編：顧嘉煇／無綫電視劇《季節》主題曲/專輯：季節 (1987)
- 《夢的預言》 － 唱：蔡國權／曲：蔡國權／專輯：夢的預言 (1987)
- 《錯覺》 － 唱：劉德華／曲、編：顧嘉煇／電影《中國最後一個太監》主題曲／專輯：情感的禁區 (1987)
- 《你的淺笑》 一 唱:甄妮／曲:張弼／專輯:射鵰英雄傳（1983）
- 《我願前行》 － 唱：甄妮／曲：桑田佳祐／專輯：為你而歌 (1985)
- 《再不想擁有他》 － 唱：甄妮／曲：顧嘉煇／專輯：為你而歌 (1985)
- 《最後的玫瑰》 － 唱：甄妮／曲：林敏怡／1986年電影《玫瑰的故事》主題曲／專輯：留下我美夢 (1986)
- 《情誼心中印》 － 唱：江欣燕／曲：久石讓／電影動畫《龍貓》主題曲 (1988)
- 《萊茵河之戀》- （唱：麥潔文；曲/編:顧嘉輝）(1983)
- 《我要逆風去》 － 唱：張國榮／曲、編：顧嘉輝／專輯：風繼續吹 (1983)
- 《人生的鼓手》 － 唱：張國榮／曲、編：顧嘉輝／電影《鼓手》主題曲／專輯：風繼續吹 (1983)
- 《儂本多情》 － 唱：張國榮／曲：黎小田／專輯：Leslie (1984)
- 《柔情蜜意》 － 唱：張國榮／曲：網倉一也／專輯：Leslie (1984)
- 《我願意》 － 唱：張國榮／曲、編：黎小田／專輯：為你鍾情 (1985)
- 《祇怕不再遇上》 － 唱：張國榮、陳潔靈／曲：翁家齊／專輯：傾出我心事 (1984)
- 《最愛》 － 唱：張國榮／曲：李宗盛、编：顧嘉輝／專輯：Virgin Snow (1988)
- 《童年時》－ 唱：夏韶聲／曲：根田成一／專輯：童年時 (1980)
- 《交叉點》－ 唱：夏韶聲／曲：長渕剛 (1985)
- 《眼淚為你流》 － 唱：陳百强／曲：陳百强／專輯：First Love (1979)
- 《不再流淚》 － 唱：陳百強／曲：陳百強／專輯：不再流淚 (1980)
- 《喝采》 － 唱：陳百強／曲：陳百強／專輯：喝采 (1980)
- 《幾分鐘的約會》 － 唱：陳百強／曲：陳德堅／專輯：幾分鐘的約會 (1980)
- 《有了你》 － 唱：陳百強／曲：鍾肇峯／專輯：有了你 (1981)
- 《漣漪》 － 唱：陳百強／曲：陳百強／1982年度十大中文金曲 (1981)
- 《孤雁》 － 唱：陳百強／曲：周啟生／專輯：傾訴（1982）
- 《今宵多珍重》 － 唱：陳百強／曲：王福齡／專輯：傾訴（1982）
- 《相思河畔》 － 唱：陳百強／曲：Virginai Pereira／專輯：偏偏喜歡你 (1983)
- 《偏偏喜歡你》 － 唱：陳百強／曲：陳百強／專輯：偏偏喜歡你（1983年度十大中文金曲）(1983)
- 《畫出彩虹》 － 唱：陳百強／曲：顧嘉煇／電視劇《畫出彩虹》主題曲 (1984)
- 《粉紅色的一生》 － 唱：陳百強／曲：Louiguy（英语：Louiguy） (1984)
- 《等》 － 唱：陳百強／曲：陳百強／1984年電影《聖誕快樂》主題曲) 專輯：陳百強精選）(1985)
- 《盼望的緣分》 － 唱：陳百強／曲: 陳百強／專輯：深愛著你（1985）
- 《凝望》 － 唱：陳百強／曲: 陳百強／專輯：凝望（1986年度十大中文金曲）
- 《令你著迷》 － 唱：陳百強／曲：郭小霖／無綫電視劇《衰鬼迫人》主題曲/專輯：無聲勝有聲 (1988)
- 《冷雨》 － 唱：錢錢／曲:荒井由実／專輯：六Pair半（1980）
- 《戀愛預告》 － 唱：林姍姍／曲：陳百強／1984年電影《開心鬼》主題曲 專輯：林珊珊 (1984)
- 《幸運是我》 － 唱：葉德嫻／曲、編：顧嘉煇／TVB電視劇《鬼咁夠運》插曲 專輯：天天都相見 (1983)
- 《伴我啟航》 － 唱：小虎隊 (香港)／曲：黎小田／無綫電視劇《新紮師兄》主題曲 (1984)
- 《妳令我快樂過》 － 唱：呂方／曲：黎小田／無綫電視劇《新紮師兄》插曲 (1984)
- 《祇因我太痴》 － 唱：呂方／曲：黎小田／無綫電視劇《神勇ClD》插曲 (1986)
- 《英雄莫笑痴》 － 唱：呂方／曲：黎小田／無綫電視劇《神勇CID》主題曲 (1986)
- 《誓不低頭》 － 唱：鄭少秋／曲：林敏怡／無綫電視劇《誓不低頭》主題曲  專輯:秋意 (1988)
- 《絕世雄才》 － 唱：鄭少秋／無綫電視劇《楚漢驕雄》主題曲 原聲專輯:秋意 (2004)
- 《今夜》 － 唱：鄭少秋、姜蓓莉／曲：Gerry Goffin／Michael Masser／專輯：有求必應 (1985)
- 《愛得太盡》 － 唱：葉蒨文／曲：Lowman Pauling／Ralph Bass／專輯：葉蒨文 (1984)
- 《將來那天》 － 唱：葉蒨文／曲：Benny Andersson／Björn Ulvaeus／專輯：葉蒨文 (1984)
- 《情話綿綿》 － 唱：葉蒨文／曲：Noel Stookey／專輯：葉蒨文 (1984)
- 《可能》 － 唱：葉蒨文／曲：羅大佑／專輯：葉蒨文 (1984)
- 《故夢》 － 唱：葉蒨文／曲：Andre Previn／Dory Previn／專輯：長夜 My Love Goodnight (1985)
- 《願死也為情》 － 唱：葉蒨文／曲：顧嘉輝／無綫電視劇《呂四娘》主題曲 (1985)
- 《阿信的故事》 － 唱：葉蒨文／曲：林敏怡／專輯：Cha Cha Cha (1986)
- 《這份情》 － 唱：葉蒨文／曲：五輪真弓／專輯：甜言蜜語 (1987)
- 《我走我路》 － 唱：葉蒨文／曲：林敏怡／無綫電視劇《又是冤家又聚頭》主題曲 (1990)／專輯:珍重
- 《多啦A夢》 － 唱：陳慧琳／曲：菊池俊輔／專輯：In The Party (2001)
- 《藍藍的情調》 － 唱：陳慧嫻／曲：陳永良／專輯：Pricilla (1985)
- 《愛是個問號》 － 唱：陳慧嫻／曲：法安利／專輯：Pricilla (1985)
- 《小風波》 － 唱：譚詠麟／曲：Clive Davis（英语：Clive Davis）、Graham Russell（英语：Graham Russell） (1981)
- 《誰可改變》 － 唱：譚詠麟／曲：顧嘉煇／無綫電視劇《天師執位》主題曲 (1984)
- 《反斗星》 － 唱：譚詠麟／曲：Michael Lloyd／專輯：反斗星 (1979)
- 《勁舞熱辣辣》 － 唱：譚詠麟／曲：Barry Gibb/Maurice Gibb/Robin Gibb／專輯：反斗星 (1979)
- 《願你接受》 － 唱：譚詠麟／曲：Larry E. Williams／專輯：反斗星 (1979)
- 《唱一首好歌》 － 唱：譚詠麟／曲：Barry Gibb/Maurice Gibb/Robin Gibb／專輯：反斗星 (1979)
- 《可會有明天》 － 唱：譚詠麟／曲：比利·喬爾／專輯：反斗星 (1979)
- 《愛在陽光空氣中》  － 唱：譚詠麟／曲：歷風(馮添枝)／專輯：反斗星 (1979)
- 《孩兒》  － 唱：譚詠麟／曲：Freddie Aguilar／專輯：反斗星 (1979)
- 《不要囉嗦》 － 唱：譚詠麟／曲：比利·喬爾／專輯：反斗星 (1979)
- 《玩得開心啲》 － 唱：譚詠麟／曲：Alan Gordon／專輯：反斗星 (1979)
- 《恩愛盡變》 － 唱：譚詠麟／曲：大衛·蓋茨（英语：David Gates）／專輯：反斗星 (1979)
- 《星語》 － 唱：譚詠麟／曲：歷風／專輯：反斗星 (1979)
- 《個心立立亂》 － 唱：譚詠麟／曲：Jean-Manuel De Scarano / Raymond Donnez／專輯：反斗星 (1979)
- 《逝去的愛》 － 唱：梅艷芳／曲：伊藤薫／專輯：飛躍舞台 (1984)
- 《不許再回頭》 － 唱：梅艷芳／曲：Emil Stern／專輯：飛躍舞台 (1984)
- 《我肯》 － 唱：梅艷芳、許志安／曲、編：黃良昇／專輯:烈燄紅唇 (1987)
- 《愛你、想你》 － 唱：梅艷芳／曲：Dave Grusin／專輯：夢裏共醉 (1988)
- 《曾被我擁有》 － 唱：梅艷芳／曲：郭小霖／專輯：淑女 (1989)
- 《消失的腳印》 － 唱：梅艷芳／曲：齊秦／專輯：In Brasil (1989)
- 《不死的真愛》 － 唱：成龍、陳淑樺／曲：Alan Menken (1991)
- 《父》 － 唱：曾路得／曲：曾路得 (2011)
- 《歌和老街》 － 唱﹕王祖藍 (2012)
- 《友誼萬歲》 － 唱﹕楊千嬅 ／電影《五個小孩的校長》主題曲 (2015)
- 《我要走天涯》 － 唱：林子祥／曲：Peter Yarrow（英语：Peter Yarrow） (1979)
- 《成吉思汗》 － 唱：林子祥／曲：Ralph Siegel（英语：Ralph Siegel）／編：鮑比達 (1979)
- 《世運在莫斯科》 － 唱：林子祥／曲：Ralph Siegel（英语：Ralph Siegel）／編：鮑比達 (1980)
- 《古都羅馬》 － 唱：林子祥／曲：Ralph Siegel（英语：Ralph Siegel）／編：鮑比達 (1980)
- 《摩登土佬》 － 唱：林子祥／曲：鮑比達 (1980)
- 《阿里巴巴》 － 唱：林子祥／曲：Karl-Heinz Merkel (1980)
- 《分分鐘需要你》 － 唱：林子祥／曲：林子祥 (1980)
- 《一個人》 － 唱：林子祥／曲：Peter Yarrow（英语：Peter Yarrow）、Paul Stookey（英语：Paul Stookey）、Mary Travers（英语：Mary Travers） (1980)
- 《在水中央》 － 唱：林子祥／曲：林子祥 (1982)
- 《海市蜃樓》 － 唱：林子祥／曲：林子祥／1983年香港電影《我愛夜來香》主題曲 (1982)
- 《幾段情歌》 － 唱：林子祥／曲：林子祥／1983年香港電影《我愛夜來香》插曲 (1982)
- 《莫再悲》 － 唱：林子祥／曲：中島美雪 (1983)
- 《誰能明白我》 － 唱：林子祥／曲：林子祥／1984年香港電影《貓頭鷹與小飛象》主題曲 (1984)
- 《誰為你》 － 唱：林子祥／曲：林子祥／無綫電視劇《當代男兒》插曲 (1988)
- 《真的漢子》 － 唱：林子祥／曲：林子祥／無綫電視劇《當代男兒》主題曲 (1988年度十大勁歌金曲) (1988)
- 《衝上雲霄》 － 唱﹕林子祥／曲：林子祥 (2013)
- 《粵唱越響》 － 唱﹕林子祥／曲：林子祥 (2015)
- 《女生加油》 － 唱﹕鄭欣宜／曲：Supper Moment (2015)
- 《萬家燈火》 － 唱﹕劉雅麗／曲：張崇基 ／亞視電視劇《萬家燈火》主題曲 (2003)
- 《愛的觸覺》 － 唱﹕張立基／曲：來生孝夫／专辑：急行夜車 (1987)
- 《簡單就是愛》 － 唱：譚詠麟／曲：譚詠麟／专辑：708090後 (2013)
- 《不變的心》 － 唱：周慧敏、陳德彰／曲：周啟生／专辑：Vivian Chow (1988)
- 《情感的結》 － 唱：周慧敏／曲：陳迪匡／專輯：Vivian (1990)
- 《歸來吧》 － 唱：陳慧嫻／曲：陳小霞／專輯：歸來吧 (1992)
- 《忘掉我是誰》 － 唱：湯寶如／曲：小豐／專輯：劇情需要 (1995)
- 《珍惜再會時》 － 唱：梅艷芳／曲：W. Lovett／專輯：似火探戈 (1987)
- 《峰迴路轉》 － 唱：巫啟賢／曲：巫啟賢、編：杜自持／专辑：有心 (1995)
- 《愛的傳說》 － 唱：邰正宵／曲：邰正宵、編：塗惠元／专辑：用情太深 (1995)
- 《輕輕吻別時》 － 唱：鄺美雲／曲：徐日勤／專輯：再坐一會 (1985)
- 《不想給你知》 － 唱：鄺美雲／曲：竜崎孝路／專輯：再坐一會 (1985)
- 《離別的搖籃曲》 － 唱：鄺美雲／曲：エド山口、岡田史郎／專輯：再坐一會 (1985)
- 《客從何處來》 － 唱：區瑞強／曲：Hagood Hardy (1978)
- 《明天是否愛我》 － 唱：林憶蓮／曲：童安格／專輯:放縱 (1986)
- 《感情的段落》 － 唱：林志美／曲：周啟生
- 《你的眼神》 － 唱：林志美／曲：蘇來
- 《甚麼是緣份》 － 唱：林志美／曲：顧嘉煇
- 《初戀》 － 唱：林志美／曲：村下孝藏
- 《偶遇》 － 唱：林志美／曲：李雅桑（1985年香港電影金像獎最佳主題曲） (1984)
- 《人生的道路》 － 唱：許冠傑／曲：許冠傑／詞：許冠傑、鄭國江 (1978)
- 《共妳常為伴》 － 唱：許冠傑／曲：馮添枝／專輯：最佳拍檔大顯神通 (1983)
- 《泡影》 － 唱：許冠傑／曲：梁樂生／專輯：最佳拍檔大顯神通 (1983)
- 《我是幸運人》 － 唱：許冠傑／專輯：新的開始 (1983)
- 《凝聚每分光》 － 唱：許冠傑、譚詠麟、梅艷芳、葉蒨文、林子祥、徐小鳳、羅文／曲：鮑比達(Chris Babida)／1990年香港電台「香港心連心」計劃主題曲 (1990)
- 《故事的角色》（粵）－ 唱：王傑／曲：王文清編：陳志遠／專輯：故事的角色 (1989)
- 《叮噹》 － 唱：陳松伶／曲：黃思源／1991年無綫卡通片《叮噹》主題曲 (1991)
- 《幸運在你面前》 － 唱：陳松伶／曲：徐嘉良／1993年無綫電視劇《精靈酒店》主題曲／專輯：天邊洒的不是雨 (1993)
- 《愛到一千年》  －  唱 : 陳松伶、劉家昌/曲: 劉家昌/1995年無綫電視劇《水餃皇后》主題曲（1995）
- 《小白船》 － 唱：陳松伶／曲：徐嘉良／(1993)
- 《烏卒卒》 － 唱：陳松伶／曲：顧嘉煇／(1991)
- 《希望》－ 唱：香港兒童合唱團／曲：羅永暉／(1988)
- 《給最愛女兒的說話》－ 唱：曾路得／曲：陳頌紅／(1993)
- 《故事》－ 唱：李克勤／曲：歷風 (1994)
- 《馬上英姿》 - 唱：陳秀雯／曲：楊紹鴻／亞洲電視劇《穆桂英》主題曲 (1998)
- 《熱愛基本法》－ 唱：李克勤、陳慧琳、梁詠琪／曲：陳輝陽 (2005)
- 《小精英》－ 曲、唱：黎瑞恩／編、監：伍仲衡 (2021)

### 书籍及传记
- 2013年：《詞畫人生》（ISBN 9789620433665；ISBN 9789620436345，三聯書店（香港））
- 2016年：《鄭國江》（香港詞人系列）（涂小蝶著）

### 電視節目（TVB）
- 2023年：阮兆輝演藝70樂今宵

## 獎項
- 1983年：第六屆十大中文金曲頒獎音樂會「最佳中文（流行）歌詞獎」（徐小鳳《隨想曲》）
- 1987年－1992年：獲香港作曲家及作詞家協會頒贈「個人最多作品演出獎：作詞家獎」
- 1990年：「香港藝術家年獎」之「填詞家年獎」[14]
- 1990年：無綫電視「兒歌貢獻獎」
- 1992年：第十五屆十大中文金曲頒獎音樂會「金針獎」
- 2002年：獲香港作曲家及作詞家協會頒贈「CASH音樂成就大獎」
- 2002年：第二十五屆十大中文金曲頒獎音樂會「金曲銀禧榮譽大獎」
- 2008年：獲香港戲劇協會頒贈「傑出填詞獎」
- 2017年：獲香港藝術發展局頒發香港藝術發展獎傑出藝術貢獻獎[15]

## 外部連結
- 鄭國江的Discogs页面 （英文）
- 鄭國江的Facebook專頁
- 鄭國江. 香港填詞人 (The Cantopop Lyricist, Cheng Kok-kong) （页面存档备份，存于） 香港理工大學包玉剛圖書館 （中文）（英文）
- 鄭國江. 詞作手稿特蔵 (Cheng Kok-kong’s Lyric Manuscript) （页面存档备份，存于） 香港理工大學包玉剛圖書館 （中文）（英文）
- 鄭國江. 訪談實錄 (Cheng Kok-kong’s Oral History Interview) （页面存档备份，存于） 香港理工大學包玉剛圖書館 （中文）（英文）
- 鄭國江. 2017/18 駐校藝術家計劃 (Cheng Kok-kong, 2017/18 Artist-in-Residence Programme) （页面存档备份，存于） 香港理工大學包玉剛圖書館 （中文）（英文）